# Shikake-waza
En el kendo, "Shikake waza" (en japonés: 仕掛け技) se refiere a las técnicas de ataque o acciones iniciadas por el practicante para tratar de abrir una oportunidad de golpe o aprovechar una abertura en la defensa del oponente. El término "Shikake" significa "iniciar" o "provocar", y "waza" se traduce como "técnica" o "movimiento". Shikake waza es un elemento fundamental en el kendo y están diseñadas para romper la postura defensiva del oponente y crear una oportunidad de ataque. Estas técnicas pueden incluir movimientos rápidos, cambios de distancia, desvíos de la espada del oponente y otras estrategias tácticas para sorprender y superar al adversario. Shikake waza requieren un buen timing, precisión y habilidad para leer y aprovechar las acciones del oponente. Los practicantes de kendo aprenden una variedad de Shikake Waza durante su entrenamiento, y su dominio ayuda a mejorar su capacidad de ataque y su capacidad para leer y responder a las acciones del oponente de manera efectiva. Es importante destacar que las técnicas de Shikake waza se complementan con otras categorías de técnicas en el kendo, como las Oji Waza (técnicas de contraataque) y las Sen waza (técnicas de iniciativa simultánea). En conjunto, estas técnicas forman un repertorio completo de movimientos y estrategias que se utilizan en los combates de kendo
En shikake waza , antes de que el oponente inicie una técnica, se toma la iniciativa para crear una oportunidad y se realiza un ataque rápido. Las principales técnicas incluyen "harai waza" (técnicas de barrido), "renzoku waza" (técnicas continuas), "debanawaza" (técnicas de contraataque), "katsugi waza" (técnicas de carga) y "hiki waza" (técnicas de retroceso).

## Etimología
El término "Shikake waza" (en japonés: 仕掛け技) se compone de dos palabras en japonés: "shikake" y "waza", significado etimológico de cada una:
1. "Shikake" (仕掛け): Este término se puede traducir como "iniciativa" o "estrategia de ataque". Etimológicamente, "Shikake" proviene de los caracteres "shi" (仕), que significa "hacer" o "realizar", y "kake" (掛け), que se refiere a "colocar"[2] o "poner". En el contexto del kendo, "Shikake" se relaciona con la acción de tomar la iniciativa y crear una apertura o situación propicia para un ataque exitoso.
2. "Waza" (技): Este término se traduce comúnmente como "técnica" o "habilidad".[3] Etimológicamente, "waza" proviene del carácter "gi" (技), que significa "arte" o "habilidad". En el kendo, "waza" se refiere a las técnicas y habilidades específicas que se utilizan en el combate.

El carácter japonés "shi" (仕) tiene varios significados y usos en diferentes contextos. Algunos de los significados más comunes asociados con este carácter:
1. Servicio o trabajo: "Shi" se utiliza para referirse al acto de servir o trabajar en un rol o posición específica. Puede relacionarse con el servicio público, como en el caso de un funcionario o empleado.
2. Hacer o realizar: "Shi" también puede significar "hacer" o "realizar". Se utiliza para describir la acción de llevar a cabo una tarea o actividad en general.
3. Preparación o disposición: En algunos casos, "shi" puede referirse a la preparación o disposición para algo. Implica estar listo o dispuesto para realizar una acción o asumir responsabilidades.

## Tipos de Shikake waza
Hay varios tipos de Shikake waza en el kendo, y cada uno de ellos tiene sus propias características y objetivos. A continuación, algunos de los tipos más comunes de Shikake waza:

## Renzoku waza
El término "Renzoku" (en japonés: 連続技) significa "continuo" o "consecutivo", y "waza" se refiere a "técnica" o "movimiento" en el contexto del kendo."Renzoku waza" se utiliza para describir una serie de técnicas o movimientos consecutivos realizados de manera fluida y continua durante un combate de kendo. Implica encadenar diferentes ataques, defensas y contraataques de manera sucesiva sin interrupciones.
Esta habilidad requiere un buen control del cuerpo, el shinai y la respiración, así como una comprensión sólida de los principios y fundamentos del kendo. El practicante debe ser capaz de mantener el flujo y el ritmo del combate, adaptándose a las acciones y reacciones del oponente para aprovechar las oportunidades de ataque. El dominio de las renzoku waza es un objetivo importante en el desarrollo de la destreza y la eficacia en el kendo.Significa "ataques consecutivos". Por ejemplo, kote-men es uno de los ataques consecutivos que los kendokas utilizan mucho. Si golpeas dos objetivos consecutivamente, lo llamamos "ni-dan waza". Si golpeas tres objetivos consecutivamente, como kote-men-do, entonces se llama "san-dan waza". Implica realizar ataques sucesivos de dos o tres pasos, como "kote-men" (antebrazo-cabeza), "kote-do" (antebrazo-cuerpo) y "kote-men-do" (antebrazo-cabeza-cuerpo). Es una técnica que se utiliza desde una distancia relativamente lejana, aprovechando las aberturas creadas por el primer ataque para realizar rápidamente el siguiente. El objetivo es realizar el último ataque con precisión. Sin embargo, es importante atacar con determinación desde el primer movimiento, creando una oportunidad en el oponente y permitiendo que el siguiente ataque sea efectivo. Todos los golpes deben ser ejecutados completamente en los ataques consecutivos.

## Debana waza
La palabra japonesa Debana (en japonés: 出羽技) () en el contexto del kendo se refiere a una técnica específica utilizada durante el combate. Descompongamos el término para obtener su significado etimológico:
出 (De) significa "salir" o "aparecer". 羽 (Ba) se traduce como "ala" o "pluma". 技 (waza) se traduce como "técnica" o "habilidad". 
Por lo tanto, el significado etimológico de "出羽技" en castellano podría ser "técnica de salida rápida" o "técnica de ataque oportuno". Esta técnica implica un movimiento rápido y preciso al inicio del combate o en respuesta a una apertura en la defensa del oponente.
En el kendo, el Debana waza se utiliza para sorprender al oponente y tomar la iniciativa en el combate. Implica un ataque rápido en el momento en que el oponente inicia su movimiento, aprovechando la oportunidad para superar su defensa.
El Debana waza requiere una excelente lectura del oponente, agilidad, precisión y una respuesta instantánea. Es una técnica avanzada en el kendo que demuestra habilidad, astucia y la capacidad de tomar ventaja en el momento oportuno durante el combate.
Debana significa "a punto de suceder/comenzar". También se le llama "degashira". El mismo significado pero una forma diferente de expresarlo. En debana waza, golpeas men o kote en el momento en que percibes la intención de tu oponente de ejecutar su ataque. Debana-men y debana-kote son las técnicas de kendo más comúnmente utilizadas. Consiste en realizar un ataque rápido en el momento en que el oponente comienza a moverse o antes de que complete su movimiento. El objetivo es sorprender al oponente y golpear antes de que puedan reaccionar.  Implica aprovechar el momento en que el oponente inicia su ataque para realizar un contraataque rápido. Es importante anticiparse al inicio del ataque del oponente y golpear en ese momento, ya que responder después de que el oponente haya comenzado su movimiento sería demasiado tarde. 

## Harai waza
Harai waza (en japonés: 払い技) se escribe como "払い技". El término "Harai" se refiere a una técnica de barrido o despeje en el kendo. El carácter "払" (Harai) significa "barrer" o "despejar". La técnica de "Harai waza" implica realizar un movimiento de barrido con el shinai para desviar o eliminar el ataque del oponente y crear una apertura para realizar un contraataque efectivo.
Esta técnica se utiliza para despejar el camino y romper la postura defensiva del oponente, permitiendo al practicante tomar la iniciativa en el combate. Es una técnica de ataque dinámica y precisa que requiere un buen timing y control del shinai.Implica barrer la espada del oponente hacia un lado mientras se realiza un ataque. El objetivo es desequilibrar al oponente y abrir una oportunidad de golpe. El "harai waza" implica barrer el shinai del oponente y realizar un ataque rápido. Hay variantes como "harai men" (barrido a la cabeza) y "harai kote" (barrido al antebrazo). Es importante realizar el barrido y el ataque en un movimiento continuo y fluido. Al barrer el shinai del oponente, se debe levantar firmemente en forma de semicírculo (semicírculo hacia la derecha si se barre hacia la derecha y viceversa), lo que permite una transición rápida al ataque.

## Hari Waza
Hari (en japonés: 撥技) es muy similar a harai, pero es más como una "bofetada". Es muy difícil distinguir entre "harai" y "hari". Hari Waza en el kendo es el uso de un movimiento rápido y corto, similar a una "palmada", para apartar la shinai del oponente y crear una abertura o oportunidad para el ataque. Es una técnica utilizada para desequilibrar al oponente y abrir su defensa, permitiendo realizar un golpe efectivo. El Hari Waza requiere precisión y velocidad en el movimiento para aprovechar el momento adecuado y sorprender al oponente. Harai es un golpe más largo, como si estuvieras barriendo. Hari es un movimiento corto y rápido. Ambos son para apartar el shinai de tu oponente de tu camino. Hari es menos arriesgado que harai, ya que el movimiento es más pequeño. Pero si lo haces demasiado débil, el shinai de tu oponente se mantendrá en el centro.

## Maki waza
Maki waza (en japonés: 巻き技とは) es una técnica que involucra enganchar el shinai (espada de bambú) del oponente y hacerla girar hacia arriba o hacia abajo. El objetivo principal de esta técnica es desequilibrar al oponente y crear una oportunidad para atacar. Maki waza requiere precisión y control para ejecutarse correctamente, ya que es importante enganchar el shinai del oponente de manera efectiva sin poner en riesgo la posición defensiva. Es una técnica avanzada que se utiliza estratégicamente en situaciones específicas durante el combate de kendo.
La técnica de Maki waza (Maki-age, Maki-otoshi) en kendo: Se requiere que la mano que sostiene el shinai sea flexible y resistente. Dentro de las técnicas de kendo, hay algunas que requieren que se agarre el shinai de forma suave, de lo contrario no se pueden utilizar. Esto se aplica a las 'técnicas de maki'. Las técnicas de maki aprovechan al máximo la suavidad de la mano y se utilizan como una forma de 'desestabilización' al realizar técnicas de ataque.  Las técnicas de maki en kendo no se encuentran en el 'Nihon Kendo Kata' ni en el Bokuto Ni Yoru Kendo Kihon-waza Keiko-ho, pero deberían convertirse en armas poderosas en momentos cruciales. La técnica de Maki waza se refiere a envolver el shinai del oponente con tu propio shinai y realizar un golpe desviando la defensa del eje central.
Puede realizarse desde el frente o desde atrás, y se clasifica en dos tipos: "Maki-otoshi" (descenso) y "Maki-age" (elevación), según la dirección en la que se desestabilice el shinai del oponente. A continuación, presentaremos algunas variaciones de esta técnica de Maki.
- Maki-otoshi Men (en japonés: 巻き落とし面)  (Golpe descendente en el rostro) En el caso de atacar desde el frente, se envuelve el shinai del oponente en sentido antihorario, y en el caso de atacar desde atrás, se envuelve en sentido horario, desestabilizando el shinai del oponente hacia abajo. Esta técnica se conoce como "Maki-otoshi" o "descenso envolvente". Al desviarse el eje central del shinai hacia abajo, se busca aprovechar el espacio abierto en el rostro del oponente. El punto clave es avanzar pisando fuerte y atacar con suficiente agresividad mientras se realiza el envolvimiento descendente. Se dice que el truco está en apuntar cerca del "kensen" del shinai del oponente. El arco trazado por la punta del propio shinai abarca aproximadamente 180 grados. Al envolver el shinai del oponente, se debe incluir la cadera y realizar un envolvimiento fuerte y repentino, lo cual es clave para el éxito. Después de realizar el envolvimiento descendente, naturalmente, el propio shinai también se moverá hacia abajo, pero al mantener el eje central sin desviarse, se puede extender rápidamente hacia el rostro del oponente.
- Maki-age Men  (en japonés: 巻き上げ面) (Golpe ascendente en el rostro) Maki-age es el movimiento contrario al Maki-otoshi, es decir, consiste en desestabilizar el shinai del oponente hacia arriba, lo cual se conoce como "Maki-age". Cuando decimos "hacia arriba", no nos referimos directamente hacia arriba, sino ligeramente en diagonal hacia arriba. Esta es la técnica correcta de Maki-age. Si se realiza desde el frente, el shinai del oponente girará en sentido antihorario hasta aproximadamente las 2 en punto en un reloj circular de 12 horas, lo que corresponde a un giro de aproximadamente 300 grados. De manera similar, si se realiza desde atrás, el shinai del oponente se desviará hacia aproximadamente las 10 en punto en el reloj, lo que indica una apertura en el rostro para realizar el golpe denominado "Maki-age Men". Cuando se ejecuta correctamente, esta técnica puede ser muy poderosa, llegando incluso a hacer que la mano del oponente se suelte o que el propio shinai salte. En el pasado, ha habido casos impresionantes de Maki-age que resultaron en que el shinai volara alto en el aire durante el Campeonato Nacional de Japón (hay videos disponibles para verlo). En cualquier caso, tanto el ejecutante como el oponente deben tener una flexibilidad considerable en la muñeca para lograr esta técnica.
- Maki-age Kote  (en japonés: 巻き上げ小手) (Golpe ascendente en el antebrazo) Es una técnica similar al Maki-age Men, donde se enrolla el shinai del oponente y se aprovecha la apertura en el antebrazo para realizar un golpe. Sin embargo, debido a la regla que establece el uso predominante del "Kote derecho" como objetivo de los golpes, se puede decir que el "Maki-age" desde el frente, donde se enrolla el shinai del oponente en dirección hacia la derecha desde el propio cuerpo, es más adecuado. Por supuesto, también se puede utilizar el método de realizar un Maki-age desde atrás y golpear el Kote cuando el oponente levanta su mano en respuesta a una defensa hacia el Men.

Puntos a tener en cuenta sobre las técnicas de Maki
Sin importar si es "age" (ascendente) o "otoshi" (descendente), después de completar la técnica de Maki, es común encontrarse más cerca del oponente de lo que se esperaba. Por lo tanto, es crucial tener en cuenta mantener una distancia adecuada y asegurarse de que los ataques no sean demasiado profundos.
Se dice que las técnicas de Maki son una de las técnicas que han dejado de ser comunes en el Kendo moderno. Sin embargo, debido a su naturaleza avanzada que requiere de una mano flexible, la capacidad de aprovechar los intervalos en la manipulación del shinai del oponente y la capacidad de leer su respiración, esta técnica es valiosa por sí misma en el entrenamiento. El hecho de que no se utilice con frecuencia también puede sorprender al oponente. En ese sentido, la técnica de "Maki" es una que se debe practicar activamente incluso en el entrenamiento diario. 

## Katsugi waza
El término japonés Katsugi waza (en japonés: 担ぎ技) se compone de dos elementos: 担 (katsugi): Este kanji significa "llevar sobre los hombros" o "cargar", y 技 (waza): Este kanji se traduce como "técnica" o "habilidad". En el contexto del kendo, se refiere a los movimientos y técnicas utilizados en la práctica de esta disciplina. Por lo tanto, el significado etimológico de 担ぎ技 en castellano sería algo así como "técnicas de cargar o llevar sobre los hombros". Hace referencia a la forma en que se levanta el shinai en el katsugi waza, llevándolo sobre el hombro en lugar de levantarlo por encima de la cabeza.Implica levantar el shinai sobre el hombro izquierdo o derecho y provocar una apertura en el oponente para luego realizar un ataque rápido en esa área desprotegida. Es importante realizar el ataque desde una posición de gran presión ofensiva, pero también se debe tener cuidado ya que al levantar el shinai se crea una apertura en uno mismo. Esta es una técnica que se utiliza con mayor frecuencia para sorprender a tu oponente. Hay momentos en los que no puedes encontrar ninguna abertura después de intentar todo. Este es el momento en el que debes usar una técnica de katsugi. Katsugi es una forma verbal de "katsugu" que significa "llevar sobre el hombro". Entonces, en la técnica de katsugi, levantas el shinai hacia tu hombro izquierdo o derecho en lugar de sobre tu cabeza, y golpeas kote, men o do. 

## Hiki waza
El término japonés Hiki waza (en japonés: 引き技) se compone de dos elementos: 引き (hiki): este kanji significa "tirar" o "jalar". Representa la acción de hacer retroceder o alejar algo mediante un tirón o jalonazo. 技 (waza): este kanji se traduce como "técnica" o "habilidad".
Consiste en retroceder rápidamente mientras se realiza un ataque. El objetivo es crear distancia y sorprender al oponente, haciéndolo creer que estás fuera de su alcance antes de contraatacar.